# Voorstelling bij Vijfhuizen
De vóórstelling bij Vijfhuizen was een verdedigingswerk langs de Cruquiusdijk bij Vijfhuizen als extra loopgravenstelling voor Fort bij Vijfhuizen. Het maakte deel uit van de Stelling van Amsterdam.
De voorstelling bestaat uit 20 kleine bunkers verspreid over het terrein met aan de hoeken van het terrein extra posten voor zwaar geschut. Aan de voor- en achterzijde loopt een sloot, aan de voorzijde is de oever gekarteld.
Tegenwoordig is de voorstelling opgenomen op de werelderfgoedlijst van de Stelling van Amsterdam en een provinciaal monument. Het is onderdeel van het golfterrein van de Haarlemmermeersche Golfclub.